# Low poly

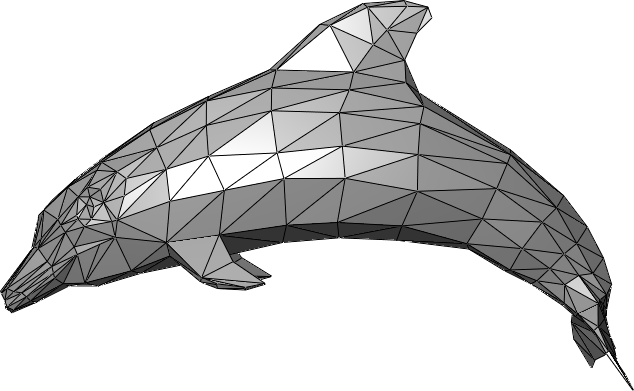
Lưới đa giác này đại diện cho một con cá heo sẽ được coi là low poly theo tiêu chuẩn hiện đại (2018)

Low poly là một lưới đa giác trong đồ họa máy tính 3D có một số lượng tương đối nhỏ của đa giác. Lưới low poly xảy ra trong các ứng dụng thời gian thực (ví dụ: trò chơi) tương phản với lưới high poly trong phim hoạt hình và các hiệu ứng đặc biệt cùng thời. Thuật ngữ low poly được sử dụng cả về mặt kỹ thuật và ý nghĩa mô tả; số lượng đa giác trong lưới là yếu tố quan trọng để tối ưu hóa hiệu năng nhưng có thể mang lại một hình thức không mong muốn cho đồ họa kết quả.

## Sự cần thiết của các lưới low poly
Các lưới đa giác là một trong những phương pháp chính để mô hình hóa một đối tượng 3D để hiển thị bằng máy tính.  Về mặt lý thuyết, đa giác có thể có bất kỳ số cạnh nào nhưng thường được chia thành các hình tam giác để hiển thị.  Nói chung, càng nhiều hình tam giác trong một lưới thì đối tượng càng chi tiết, nhưng nó càng được tính toán kỹ lưỡng hơn.  Để giảm thời gian kết xuất (tức là tăng tốc độ khung hình), số lượng hình tam giác trong cảnh phải được giảm, bằng cách sử dụng các lưới poly thấp.
Các kỹ thuật đồ họa máy tính như bình thường và ánh xạ vết sưng đã được thiết kế để bù cho việc giảm đa giác bằng cách làm cho một đối tượng poly thấp dường như chứa nhiều chi tiết hơn nó.  Điều này được thực hiện bằng cách thay đổi bóng của đa giác để chứa chi tiết bên trong không có trong lưới.

## Ngân sách đa giác

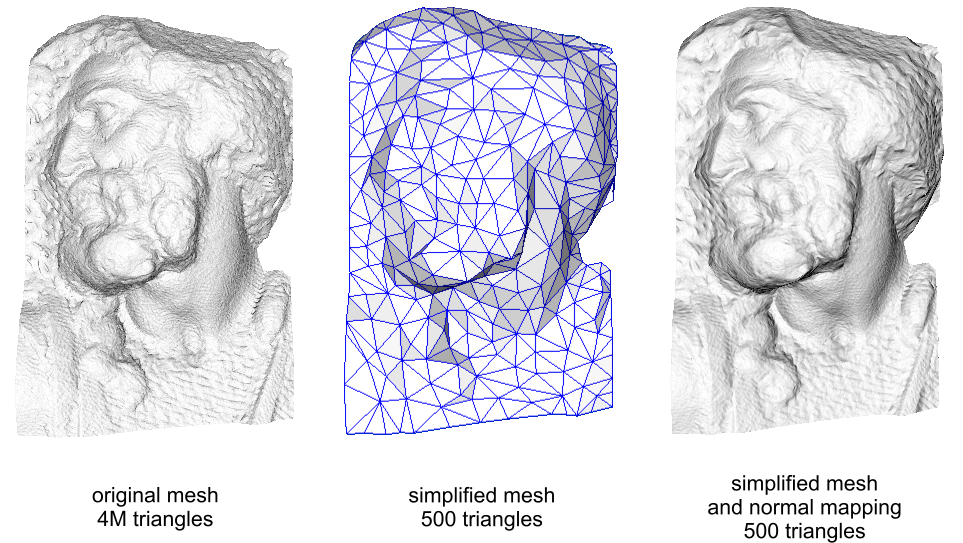
Một ví dụ về ánh xạ bình thường được sử dụng để thêm chi tiết vào lưới low poly (500 tam giác)

Một sự kết hợp của engine trò chơi hoặc phương thức kết xuất và máy tính đang được sử dụng xác định ngân sách đa giác; số lượng đa giác có thể xuất hiện trong một cảnh và vẫn được hiển thị ở tốc độ khung hình chấp nhận được.  Do đó, việc sử dụng các lưới poly thấp hầu hết chỉ giới hạn trong các trò chơi trên máy tính và phần mềm khác mà người dùng phải điều khiển các vật thể 3D trong thời gian thực vì sức mạnh xử lý bị giới hạn ở máy tính cá nhân hoặc bảng điều khiển trò chơi thông thường và tốc độ khung hình phải cao.  Ví dụ, hình ảnh do máy tính tạo ra cho phim hoặc hình ảnh tĩnh có ngân sách đa giác cao hơn vì việc kết xuất không cần phải thực hiện trong thời gian thực, đòi hỏi tốc độ khung hình cao hơn.  Ngoài ra, sức mạnh xử lý của máy tính trong những tình huống này thường ít hạn chế hơn, thường sử dụng một mạng lưới máy tính lớn hoặc được gọi là trang trại kết xuất.  Mỗi khung hình có thể mất hàng giờ để tạo ra, mặc dù sức mạnh máy tính khổng lồ liên quan.  Một ví dụ phổ biến về sự khác biệt mà điều này tạo ra là các chuỗi video chuyển động đầy đủ trong các trò chơi trên máy tính, bởi vì chúng có thể được kết xuất trước, trông mượt mà hơn nhiều so với chính các trò chơi.     

## Thẩm mỹ
Các mô hình được cho là low poly thường xuất hiện khối và đơn giản trong khi vẫn duy trì hình dạng cơ bản của những gì chúng có nghĩa là đại diện.  Với đồ họa máy tính ngày càng mạnh hơn, nó ngày càng trở nên rẻ hơn về mặt tính toán để hiển thị đồ họa low poly.  Một số nghệ sĩ sử dụng kết quả chi tiết thấp từ số lượng đa giác thấp như một phương pháp thẩm mỹ hơn là một kỹ thuật tối ưu hóa.  Chúng thường được sử dụng bởi các nhà phát triển độc lập do nhanh hơn và rẻ hơn để tạo.  Ngoài ra, có một yếu tố hoài cổ cho phong cách low poly, nghe theo các máy chơi game video cũ hơn như Nintendo 64 hoặc PlayStation (console).  Vì họ thường đạt được một phong cách retro nhất định, phục vụ như một tương tự 3 chiều với nghệ thuật pixel 2 chiều.

## Lịch sử

### Low poly như một thuật ngữ tương đối
Không có ngưỡng xác định cho lưới là low poly; low poly luôn là một thuật ngữ tương đối và phụ thuộc vào (trong số các yếu tố khác): 

- Thời gian các mắt lưới được thiết kế và cho phần cứng nào
- Các chi tiết cần thiết trong lưới cuối cùng
- Hình dạng và tính chất của đối tượng trong câu hỏi

Khi sức mạnh tính toán chắc chắn tăng lên, số lượng đa giác có thể được sử dụng cũng tăng theo.  Ví dụ, Super Mario 64 sẽ được coi là low poly ngày nay, nhưng được coi là một thành tích tuyệt vời khi nó được phát hành vào năm 1996.  Tương tự, vào năm 2018, sử dụng hàng trăm đa giác trên một chiếc lá trong nền của một cảnh sẽ được coi là poly cao, nhưng sử dụng nhiều đa giác trên nhân vật chính sẽ được coi là poly thấp.  Theo cách này, có một sự tương đối giữa tầm quan trọng của các đối tượng và chất lượng đồ họa của chúng.  Các đối tượng quan trọng hơn như nhân vật không phải người chơi thường chứa một lượng chi tiết cao hơn các đối tượng ít quan trọng hơn, thường nhỏ hoặc ở hậu cảnh, giống như một ngọn cỏ.  Tính tương đối này bị phá vỡ khi low-poly được sử dụng như một phong cách thẩm mỹ có chủ ý: mọi đối tượng đều chia sẻ sự đơn giản mà số lượng đa giác thấp mang lại, làm cho sự khác biệt giữa các tính năng quan trọng và các tính năng không quan trọng trở nên rõ ràng. 

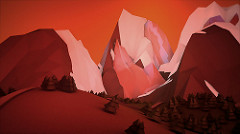
Ví dụ về sử dụng low poly theo phong cách

### Nổi lên như một phong cách thẩm mỹ
Đồ họa low poly xuất hiện vào khoảng cuối năm 2013 như một phong cách cụ thể khi những người tạo nội dung bắt đầu xác định lại sự khác biệt giữa high-poly và low-poly.  Thay vì sử dụng số lượng đa giác thấp là điều cần thiết, những người sáng tạo như Timothy J. Reynold đã nhận ra cách sử dụng ít đa giác làm sắc nét sự tập trung vào các yếu tố nghệ thuật thiết yếu như hình thức, ánh sáng và kết cấu.  Sự xuất hiện của phong cách có phần giống với các phong trào nghệ thuật trước đây, nơi các nghệ sĩ như Paul Cézanne đã cố gắng phân hủy các vật thể thành các hình dạng hình học.  Phong cách low poly tìm cách làm nổi bật ý tưởng rằng thế giới có thể được thể hiện bằng một bố cục của các hình dạng, làm cho nó trở thành một phong cách tự nhận thức có chủ ý mơ hồ. 

### Phổ biến trong các trò chơi video và các phương tiện khác
Mặc dù nó đã đạt được một số lực kéo trong thế giới nghệ thuật, low-poly là một phong cách được thiết lập nhiều hơn trong các trò chơi video, vì nó phục vụ mục đích kép là giảm thời gian phát triển và tạo cho trò chơi một phong cách thẩm mỹ độc đáo.  Trò chơi lâu đời nhất trên trang phân phối trò chơi nổi tiếng Steam với thẻ "low-poly" là Mirror Moon EP, một trò chơi khám phá theo chủ đề không gian, nhấn mạnh vào phong cách low-poly, được phát hành vào tháng 9 năm 2013.  Vào năm 2014, Richard Whitelock đã xuất bản Into this Wylde Abyss, một game sinh tồn ngắn, theo cốt truyện với phong cách low-poly tương tự.  Từ thời điểm đó, thể loại mở rộng nhanh chóng.  Từ năm 2014 đến 2018, đã có 244 tựa game được xuất bản trên Steam với thẻ poly thấp.  Một số tựa game đáng chú ý nhất bao gồm Superhot, Necropolis và Grow Up.

## Lưới poly thấp trong động cơ vật lý
Động cơ vật lý đã trình bày một vai trò mới cho lưới poly thấp.  Do việc hiển thị đồ họa máy tính đã trở nên rất hiệu quả, cho phép hiển thị hàng chục đến hàng trăm nghìn đa giác với tốc độ 25 khung hình / giây trên máy tính để bàn, low-poly đã bị loại bỏ khỏi trò chơi một cách phổ biến. sự xuất hiện của low poly như một sự lựa chọn nghệ thuật thay vì thực tế. 